# Paul Firket
Paul Firket (* 17. Januar 1899 in Lüttich; † 25. Oktober 1942 ebenda) war ein römisch-katholischer Priester, der während der Zeit des Nationalsozialismus wegen seiner Aktivitäten im Widerstand hingerichtet wurde.

## Leben
Paul Firket stammte aus einer alteingesessenen Lütticher Familie, studierte nach dem Besuch der Volksschule und des Gymnasiums Philosophie und katholische Theologie und empfing 1924 die Priesterweihe. Zunächst wurde er als Vikar in Pecher-Micheroux eingesetzt und war anschließend als Pfarrer in Neuville-sous-Huy tätig.
Nach der Invasion Belgiens durch die deutsche Wehrmacht im Sommer 1940 engagierte sich Paul Firket im Widerstand; er versteckte alliierte Soldaten und verhalf ihnen zur Flucht. Daraufhin wurde er verhaftet, am 2. August 1942 wegen angeblicher Spionage zum Tode verurteilt und am 25. Oktober 1942 in der Zitadelle von Lüttich hingerichtet. Der urteilssprechende deutsche Richter soll geäußert haben, dass Firket „mehr Ärger als ein ganzes Regiment“ verursacht habe (französisch „Il nous a fait plus de tort q'un régiment entier“).